# Astérodia fille de Déion
Pour les articles homonymes, voir Astérodia.
Dans la mythologie grecque, Astérodia (en grec ancien Αστερόδεια ou Αστεροδία / Asterodeia ou Asterodia) est une fille de Déion (roi de Phocide) et de Diomédé (fille de Xouthos). Mariée à Phocos (ou Tyrannos), elle est la mère de Crisos et de Panopée.